# Jovani Furlan
Jovani Furlán (Joinville, en 1993 o 1994)  es un bailarín de ballet brasileño. Se unió al Miami City Ballet en 2012 y fue ascendido a bailarín principal en 2017. En 2019, dejó la compañía para unirse al New York City Ballet como solista y se convirtió en bailarín principal en 2022.

## Biografía
Furlan nació en Joinville, en el estado de Santa Catarina. Comenzó a bailar ballet a los 11 años, en la Escuela de Teatro Bolshoi, tras ser instado por su abuela. Tres años después de comenzar a entrenar, Mikhail Baryshnikov lo eligió para actuar en el Festival de Danza de Joinville, bailando un fragmento de El cascanueces.  Cuando tenía 17 años, compitió en el Concurso Internacional de Ballet de Estados Unidos en Jackson, debido a las becas y contratos con compañías de danza que allí se ofrecían. Furlan, que tenía poca experiencia como solista, fue eliminado tras la primera ronda, pero fue descubierto por Edward Villella y Roma Sosenko, quienes le ofrecieron una beca en la Miami City Ballet School. Aunque nunca había oído hablar del Miami City Ballet, decidió ingresar a la escuela.  Se formó en la escuela durante un año, en la técnica Balanchine, que no conocía pero que disfrutaba.

### Carrera
Furlan se unió al Miami City Ballet en 2012, año en que Lourdes López sucedió a Villella como directora artística. Fue ascendido a solista en 2015 y bailarín principal en 2017. En la compañía bailó obras de George Balanchine, Jerome Robbins, John Cranko, Twyla Tharp, Paul Taylor, Peter Martins, Christopher Wheeldon, Justin Peck, Alexei Ratmansky, Liam Scarlett y Richard Alston. Furlan bailó un solo rara vez interpretado de los Episodios de Balanchine que fue creado por Taylor, después de aprenderlo de Peter Frame.
En 2019, Furlan se unió al New York City Ballet como solista. Se convirtió en uno de los pocos bailarines de la compañía que nunca había asistido a la Escuela de Ballet Americano afiliada. La compañía rara vez contrata bailarines de otras compañías. El año anterior, tres bailarines principales de la compañía habían partido por conducta sexual inapropiada, además del retiro de Joaquín de Luz.  Sintiendo la oportunidad de cumplir su "sueño de bailar en la casa de Balanchine", Furlan se puso en contacto con Peck, coreógrafo residente y asesor artístico de la compañía a principios de 2019 para un puesto en la compañía. Le ofrecieron un puesto después de una audición. Hizo su debut en la compañía durante la primera semana de la temporada de otoño de la compañía, cuando reemplazó a un bailarín lesionado en DGV de Wheeldon: Danse à Grande Vitesse, en un papel en el que fue elegido en el último minuto, y junto a Megan Fairchild, con quien nunca había ensayado, después de aprender el papel en su departamento con una maleta en tres días. 
En febrero de 2020, Furlan repitió su papel en Episodios y se lo enseñó a Michael Trusnovec, exintegrante de la Paul Taylor Dance Company, quien compartió el papel con él. Esta fue la primera vez que el New York City Ballet interpretó el solo de Paul Taylor desde 1989. Como solista, interpretó papeles en Rotunda (2020) de Peck y Emanon de Jamar Roberts, en Two Movements (2022).  También bailó en Serenata de Balanchine, Tschaikovsky Pas de Deux, La Valse y Kammermusik No. 2 ,  Danzas en una reunión de Robbins, En sol mayor y Concertino,  Everywhere We Go de Peck, Polyphonia de Wheeldon, Russian Seasons de Ratmansky, y como el príncipe Siegfried en El lago de los cisnes.
En 2020, durante la pandemia de COVID-19, Furlan tuvo que regresar a Brasil por un problema de visa. Como resultado, se perdió el regreso de la compañía a los ensayos en pequeñas burbujas, los encargos digitales y la presentación de la compañía en Saratoga Springs. Regresó a Nueva York en julio de 2021, después de 14 meses en Brasil, y reanudó sus actuaciones en septiembre.
En 2022, Furlan fue ascendido a bailarín principal, tras el retiro de varios bailarines veteranos.